# Ciadîr-Lunga
Ciadîr-Lunga is een gemeente - met stadstitel - in de Moldavische bestuurlijke eenheid (unitate administrativ-teritorială) Gagaoezië.
De gemeente telt 22.800 inwoners (01-01-2012). Met FC Saxan beschikt de stad over één professionele voetbalclub.

## Galerie

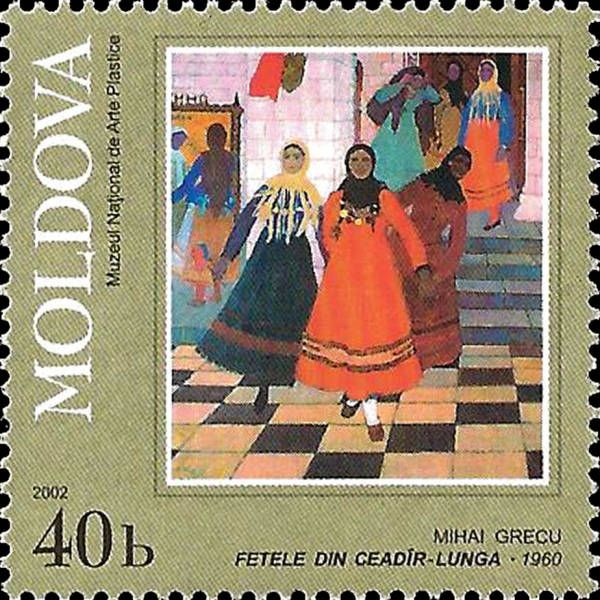
Girls from Ceadâr-Lunga (1960). Mihai Grecu.
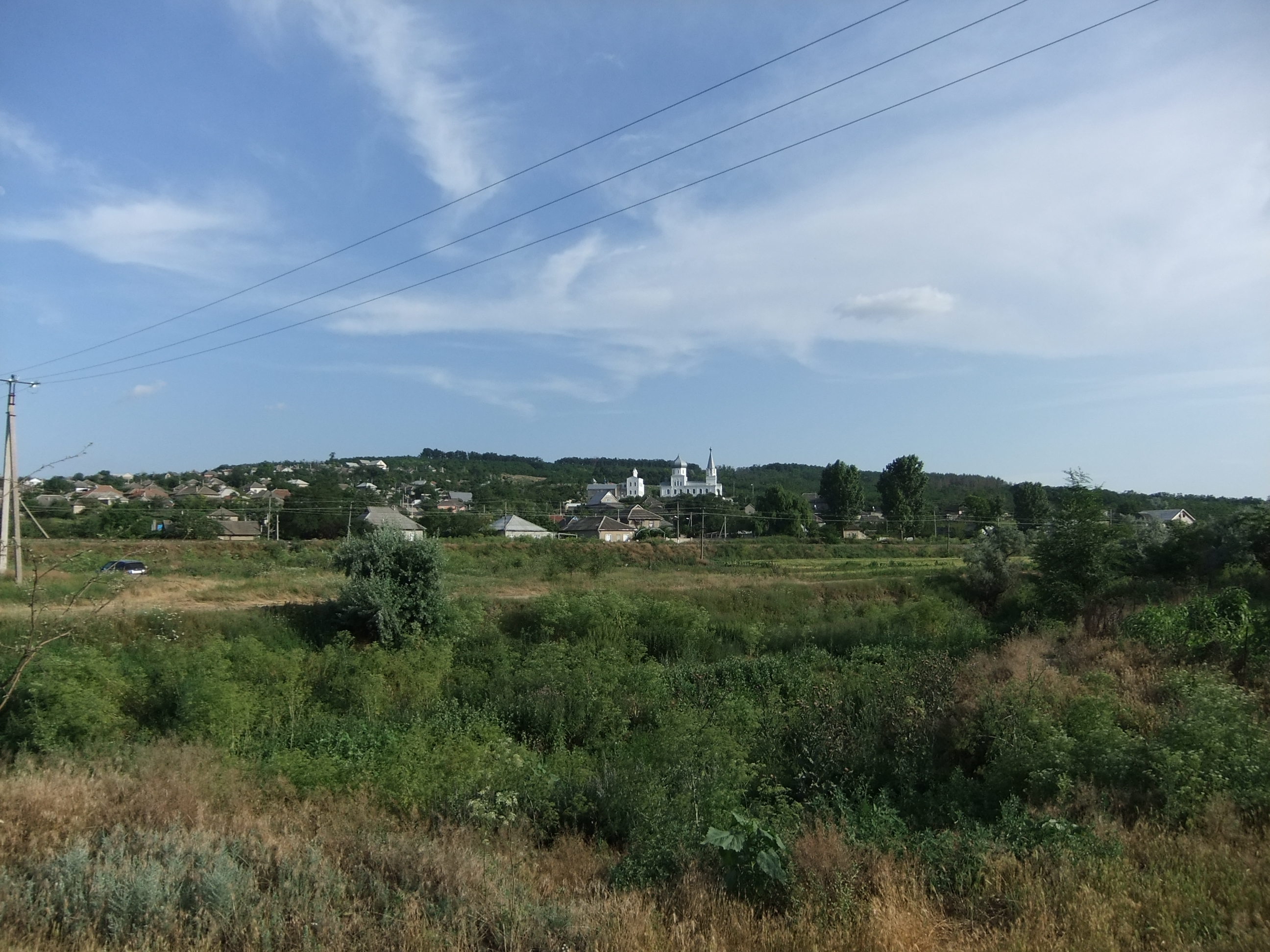
Ceadîr-Lunga, women Monastery
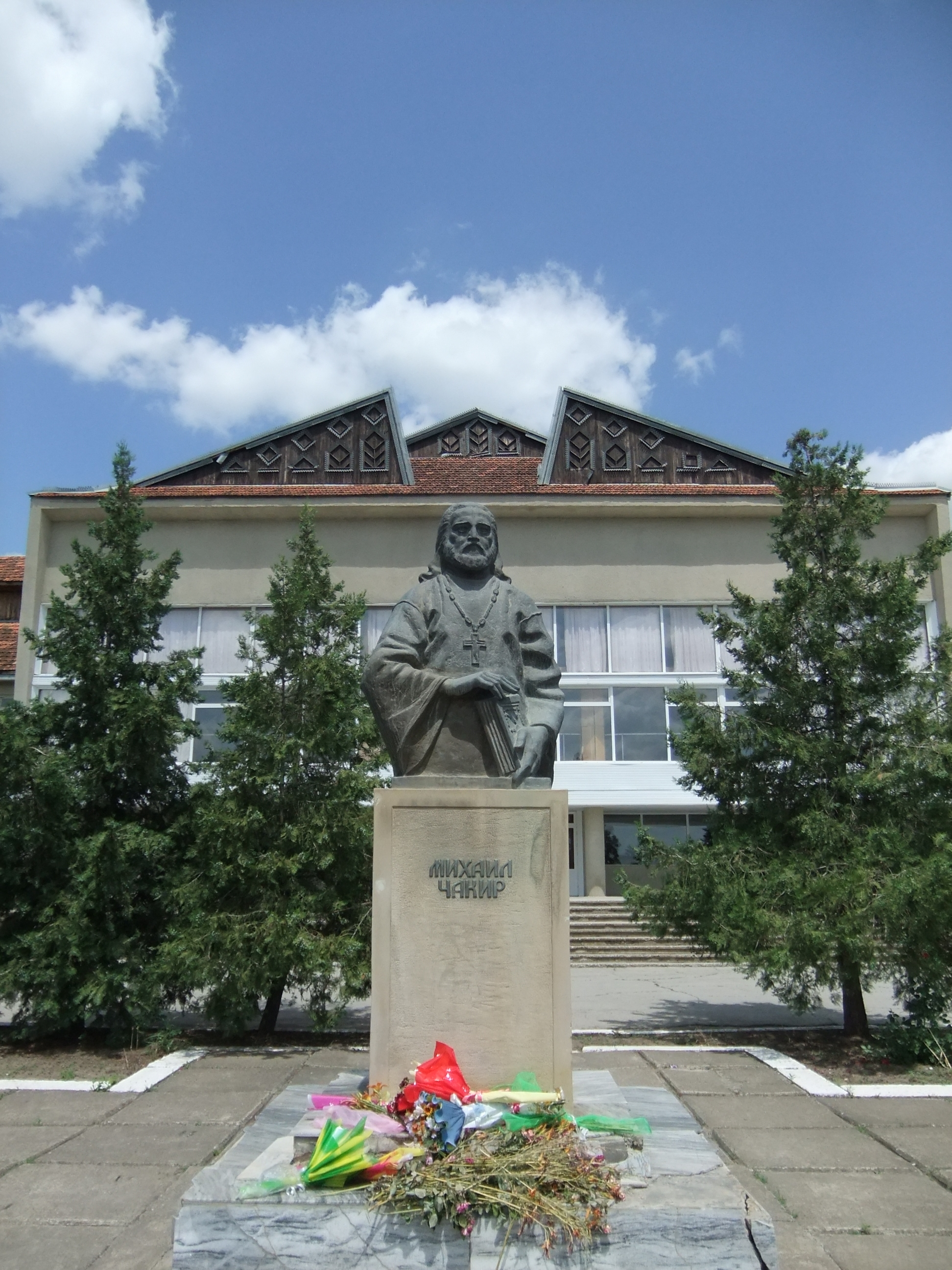
House of Culture and monument of Michael Chakir